# Pollo de Pimentel
Pollo de Pimentel (1959) is een Nederlandse televisieregisseur.
De Pimentel kwam in 1993 in dienst van Joop van den Ende Produkties, waar hij anderhalf jaar lang tientallen afleveringen van Goede tijden, slechte tijden regisseerde. In 1995 maakte hij de speelfilm Het leven is kort, die onder andere werd uitgezonden op televisie. Hoofdrollen waren weggelegd voor onder anderen Evert van der Meulen.
In de jaren die volgden regisseerde De Pimentel afleveringen van dramaseries als Baantjer, Spangen, Blauw blauw en Luifel & Luifel. Na acht jaar vertrok hij in 2001 bij Endemol om zich volledig te kunnen richten op zijn volgende project, de speelfilm Oesters van Nam Kee. De film werd geproduceerd door Egmond Film en Televisie, waarvoor hij tussen 2002 en 2005 het familiedrama Meiden van De Wit regisseerde.
In 2006 werd zijn telefilm Eigenheimers uitgezonden op televisie. Niet lang daarna ging hij aan de slag bij Four One Media, waar hij diverse dramaseries ging leiden. Tussen 2007 en 2010 was hij zowel als regisseur als creative producer betrokken bij de ziekenhuisserie De co-assistent. In 2010 vervulde hij dezelfde functies bij de NCRV-serie Levenslied.